# Dos años y un día
Dos años y un día es una serie de televisión española de comedia creada por Miguel Esteban, Raúl Navarro, Sergio Sarria y Luismi Pérez para Atresplayer Premium. Protagonizada por Arturo Valls, la serie ha sido estrenada en Atresplayer el 3 de julio de 2022.

## Trama
La serie narra la caída en desgracia de Carlos Ferrer (Arturo Valls), un famoso y querido actor y presentador que es condenado a cumplir una pena de dos años y un día - la pena mínima para entrar en prisión en España - por un delito de ofensas religiosas por un inocente, pero desafortunado, chiste.

## Reparto
- Arturo Valls como Carlos Ferrer
- Adriana Torrebejano como Laura Ruibal
- Fernando Gil como Carlos
- Michael John Treanor como El Rubio
- Javier Botet como Adolfo
- Betsy Túrnez como Marga
- Manuel Galiana como don Jaime
- Santi Ugalde como Mikel
- Paco Churruca como Perico
- Jorge Rueda como Guardia Jandro
- Óscar Ladoire como Javier Aguirre
- Amaia Salamanca como Verónica, la novia de Carlos
- Mónica Carrillo como ella misma
- Javier Ambrossi como él mismo
- Javier Calvo como él mismo
- Juanra Bonet como él mismo

## Episodios
| N.º | Título       | Dirigido por    | Escrito por                                                | Fecha de lanzamiento original |
| --- | ------------ | --------------- | ---------------------------------------------------------- | ----------------------------- |
| 1   | «Capítulo 1» | Raúl Navarro    | Miguel Esteban, Raúl Navarro, Luismi Pérez y Sergio Sarria | 3 de julio de 2022            |
| 2   | «Capítulo 2» | Raúl Navarro    | Miguel Esteban, Raúl Navarro, Luismi Pérez y Sergio Sarria | 3 de julio de 2022            |
| 3   | «Capítulo 3» | Raúl Navarro    | Miguel Esteban, Raúl Navarro, Luismi Pérez y Sergio Sarria | 10 de julio de 2022           |
| 4   | «Capítulo 4» | Ernesto Sevilla | Miguel Esteban, Raúl Navarro, Luismi Pérez y Sergio Sarria | 17 de julio de 2022           |
| 5   | «Capítulo 5» | Ernesto Sevilla | Miguel Esteban, Raúl Navarro, Luismi Pérez y Sergio Sarria | 24 de julio de 2022           |
| 6   | «Capítulo 6» | Ernesto Sevilla | Miguel Esteban, Raúl Navarro, Luismi Pérez y Sergio Sarria | 31 de julio de 2022           |

## Producción
El 26 de agosto de 2020, se anunció que Arturo Valls serviría de protagonista y productor ejecutivo de una nueva serie de comedia carcelaria para Atresplayer Premium, titulada Dos años y un día, la cual se encontraba en estado de preproducción. Fue creada y escrita por Raúl Navarro, Miguel Esteban, Sergio Sarriá y Luimi Pérez y está producida por las productoras LACOproductora, Estela Films, Pólvora Films (propiedad de Valls) y Globomedia. En octubre de 2021, se anunció que Amaia Salamanca Adriana Torrebejano y Fernando Gil estarían en el reparto.  El rodaje de la serie finalmente comenzó en noviembre de 2021.
Originalmente fue anunciada como una serie de ocho capítulos, pero cuando el rodaje de la serie comenzó, se anunció que el número de capítulos se había reducido a seis.

## Lanzamiento y marketing
La serie fue presentada el 27 de mayo de 2022 en el Festival de Cine de Alicante, donde se proyectaron por primera vez al público los dos primeros capítulos. Poco después, Atresmedia Televisión sacó un teaser tráiler y anunció que la serie se estrenaría de forma global Atresplayer Premium el 3 de julio de 2022.